# Tenuiphantes cristatus
Tenuiphantes cristatus là một loài nhện trong họ Linyphiidae.
Loài này thuộc chi Tenuiphantes. Tenuiphantes cristatus được miêu tả năm 1866 bởi Menge.